# Эберс, Георг
Георг Мориц Эберс (1 марта 1837, Берлин, — 7 августа 1898, Тутцинг, Бавария) — немецкий учёный-египтолог и писатель; папиролог, открывший в Луксоре зимой 1873—1874 древнеегипетский медицинский папирус середины XVI века до н. э. Хранящийся сейчас в библиотеке Лейпцигского университета, папирус Эберса является уникальным источником по медицине Древнего Египта.

## Биография
Был выходцем из среды берлинской буржуазии. Своей матерью он послан был в общину Кайльхау близ Рудольштадта в школу для мальчиков. В 1852 году посещал гимназию в Котбусе, так как в школе Кайльхау не проводились выпускные экзамены. Из-за своего увлечения одной актрисой вынужден был покинуть гимназию и сдал выпускной экзамен только в 1857 году в Кведлинбурге.
Изучал юриспруденцию в университете Георга-Августа Гёттингена, где присоединился к корпусу Саксонии. Вскоре увлёкся древним Египтом. В Берлине изучал восточные языки и археологию; работе с иероглифами учился у Рихарда Лепсиуса.
В 1865 году поселился в Йене, став частным доцентом, специалистом по египетскому языку и античности, а в 1869 году стал университетским профессором по египтологии. Одновременно начинается публикация цикла романов, посвящённых истории Древнего Египта.
В 1870 году переведён был в Лейпциг, где в 1875 году получил кафедру. С 1876 года он тяжело заболевает, и к 1887 его недуг перерастает в левосторонний паралич голосовых связок. Болезнь стала серьёзным препятствием для чтения лекций, и в 1889 году по собственному желанию он досрочно ушёл в отставку. Оставшуюся часть жизни он провёл в Мюнхене. Ещё при жизни его в Штутгарте изданы были 25 томов его научных работ.
В 1869—1870 и 1872—1873 годах совершил две исследовательские поездки в Египет, где получил документ, названный папирусом Эберса, обширный медицинский справочник середины II тысячелетия до н. э. (входит в состав коллекции университетской библиотеки Лейпцига).
В 1895 году стал членом королевской Баварской академии наук. Также был членом Королевского Саксонского общества наук в Лейпциге.
С 1865 года женат был на Антонии, урождённой Бек, овдовевшей Лусевич; супруга уже имела двух дочерей от предыдущего брака. Супруги имели ещё шестерых детей, в том числе сына Павла и дочь Марию-Софию, названную Мари (род. 4 февраля 1871 года в Лейпциге), вышедшую 10 августа 1894 за лейпцигского приват-доцента Хайнриха Трипеля (нем. Heinrich Triepel; 1867—1946). В сентябре 1949 года Мари Трипель написала воспоминания об отце, которые остались неизданными.

## Научная деятельность
Учился в Гёттингене на юридическом факультете, а затем в Берлинском университете, где специализировался на восточных языках и археологии. Став специалистом по египтологии, в 1865 году получил звание доцента Йенского университета, а в 1870 году стал профессором египтологии в Лейпцигском университете.
Совершил две научные экспедиции в Египет. Результатом первой стало исследование «Древний Египет и книги Моисеевы» (1867—1868), результатом второй — открытие и исследование медицинского «папируса Эберса» (1874). Папирус Эберса был первым из обнаруженных древнеегипетских документов, содержащих развёрнутые сведения по медицине этого периода. Папирус представляет собой свиток длиной более 20 метров со 108 колонками текста. Он датируется временем правления Аменхотепа I (около 1536 года до н. э.)
Фундаментальными научными трудами Эберса стали «Древний Египет в истории и Писании» (1880), в котором он пытался доказать, что научные данные египтологии подтверждают свидетельства Библии, путеводитель по Египту (1886) и жизнеописание его учителя профессора египтологии Карла Рихарда Лепсиуса (1885). 
В 1889 году по состоянию здоровья оставил научную работу. Поселился в своём летнем доме в Тутцинге на берегу Штарнбергского озера, где и умер. В Тутцинге Эберса навещали его друзья — деятели литературы и искусства, в том числе художник Лоуренс Альма-Тадема, по свидетельству которого многие египетские картины были навеяны ему общением с Эберсом.

## Литературная деятельность
Первый роман цикла написан ещё в бытность учеником Лепсиуса и Генриха Бругша. Трёхтомная рукопись изначально подвернута была жестокой критике. Однако, прочтя сочинение, Лепсиус признал его научную и историческую ценность.
Эберсу принадлежала идея популяризации истории Древнего Египта, его быта, культуры и искусства путём создания исторических романов. Он оказался талантливым литератором. И после первого романа «Дочь фараона» (1864), который вызвал удивление и недоверие в научных кругах, последовал роман «Уарда» (1877), уже восторженно встреченный как широкой публикой, так и учёными, которые признали полное соответствие бытовых и исторических деталей романа научным данным. Отличительной особенностью всех художественных произведений Эберса является превосходная и во всех отношениях научно обоснованная реконструкция изображаемой эпохи, ибо каждая деталь, каждый факт был предварительно всесторонне проанализирован Эберсом-учёным, прежде чем использоваться Эберсом-писателем. Таким образом, окончательному воплощению замысла любого романа предшествовала кропотливая, по существу научно-исследовательская работа.
Всего написал 12 романов из различных периодов истории Древнего Египта (этот цикл охватывает период со времён царствования Рамсеса II — середина XIV века до н. э. — до первых лет установления над Египтом арабского господства в середине VII века н. э.), а также несколько романов о европейской истории XVI века.

## Романы

### Древнеегипетский цикл
- 1. Дочь фараона (1864, Die ägyptische Königstochter).
- 2. Уарда (1877, Uarda).
- 3. Ведь я человек (1878, Homo sum).
- 4. Сестры (1880, Die Schwestern).
- 5. Император (1881, Der Kaiser) — главный сюжет романа — визит римского императора Адриана из династии Антонинов в Александрию — центр римской провинции Египет и связанные с этим изменения в жизни отдельных жителей города.
- 6. Вопрос (1881, Eine Frage).
- 7. Серапис (1885, Serapis).
- 8. Невеста Нила (1887, Die Nilbraut).
- 9. Иисус Навин (1890, Josua).
- 10. Тернистый путь (Каракалла) (1892, Per aspera).
- 11. Клеопатра (1893, Кleopatra).
- 12. Арахнея (1897, Arachne).

### Романы из истории XVI века
- Жена бургомистра (1882, Die Frau Bürgemeisterin).
- Слово (1882, Ein Wort).
- Гред (1889, Die Gred).
- В ковочном огне (1894, Im Schmiedefeuer).
- Барбара Бломберг (1896, Barbara Blomberg).

### Издание сочинений в русском переводе
- Эберс Георг. Homo sum : Роман Георга Эберса. — Санкт-Петербург : тип. Ф. Сущинского, 1878. — [2], 220 с.; 22.
- Эберс Георг. Серапис : Роман Георга Эберса. — Санкт-Петербург : ред. журн. «Наблюдатель», 1886. — 327 с.; 24.
- Эберс Георг. Волшебный напиток : [Сказка] / [Соч.] Г. Эберса. — Москва : типо-лит. Лашкевич, Знаменский и К°, 1893. — [2], 837—1026 с. : 21.
- Эберс Г. Слово / роман Георга Эберса; пер. А. Г. Сахаровой. — Санкт-Петербург : тип. П. П. Сойкина, 1895. — 221 с.; 21.
- Эберс, Георг (1837—1898). Собрание сочинений Георга Эберса : Т. 1-13. — Санкт-Петербург : Г. Ф. Пантелеев, 1896—1899. — 13 т.
- Эберс Георг. Уарда. Исторический роман / Пер. с нем. Д. Е. Бертельса. — М.: Правда, 1981. — 432 с.: ил.
- Эберс Георг. Клеопатра. Дочь египетского царя. Романы. — СПб.: Альфа, 1993. — 480 с.: ил. — ISBN 5-87062-022-8.
- Эберс Г. Собрание романов в 11-ти томах. — М.: КУбК-а, 1993—1994.
- Эберс Г. Сочинения в 3-х томах. — М.: Терра, 1996. — Серия «Большая библиотека приключений и научной фантастики».
- Эберс Г. Собрание сочинений в 9-ти томах. — М.: Терра, 1997—1998.
- Эберс Г. Собрание сочинений в 10-ти томах. — М.: Книжный Клуб «Книговек», 2012.